# علم التخمير
| link = | هذه المقالة يمكن توسيعها اعتمادا على الترجمة في ويكيبيديا الإنجليزية. اضغط [هنا] للتعليمات. - تُعدُّ الترجمةُ الآليةُ من كوكل بمثابةِ نقطةِ انطلاقٍ مُفيدةٍ للترجمات، ولكن يَجبُ على المُترجمينَ مُراجعةُ الأخطاءِ الّتي قد تُصاحبُ الترجمةَ حسبَ الضرورة، والتأكيد على دقةِ الترجمة، بدلاً من مجردِ نسخِ النصِّ المُترجمِ آلياً إلى ويكيبيديا. - لا تُترجمِ النصَّ الذي يبدو غيرَ موثوقٍ أو مُنخفضَ الجودة. تَحقِّقْ من النص بالتأكدِ من المَراجعِ الواردةِ في المقالةِ باللغةِ الأجنبية «إذا كان ذلك مُمكناً». - يجب إضافة قالب {{صفحة مترجمة}} بعد الترجمة إلى صفحة نقاش المقالة لضمان الامتثال لحقوق النشر. - لمزيد من الإرشاد، انظر ويكيبيديا:ترجمة مقالات إلى العربية. |

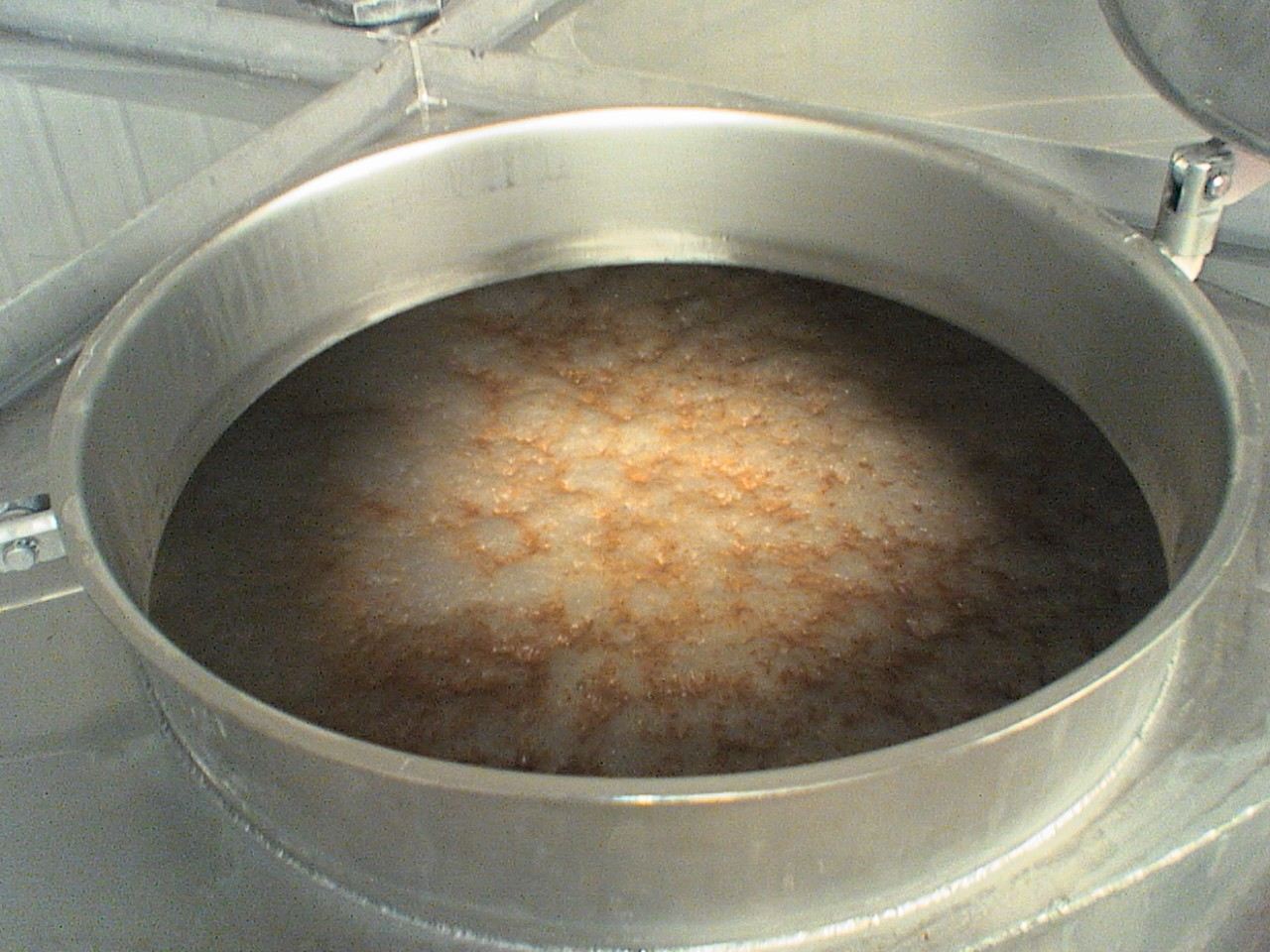
تخمر البيرة.

علم التخمير أو علم الزيمولوجيا (بالإنجليزية: Zymology)‏ كما يُعرف بكيمياء التخمر (بالإنجليزية: zymurgy)‏، هو علم تطبيقي يدرس العمليات الكيميائية في التخمير واستخداماته العملية. ويشمل عملية التخمر وأنواع البكتيريا واستخدامها في التخمير، وصنع النبيذ، والتخمر اللبني، وصناعة الأطعمة المخمرة الأخرى.

## التخمير
التخمير يُمكن تعريفه ببساطة هو تحويل جزيئات السكر إلى إيثانول وثاني أكسيد الكربون.
C6H12O6 → 2C2H5OH + 2CO2